# GEIPAN

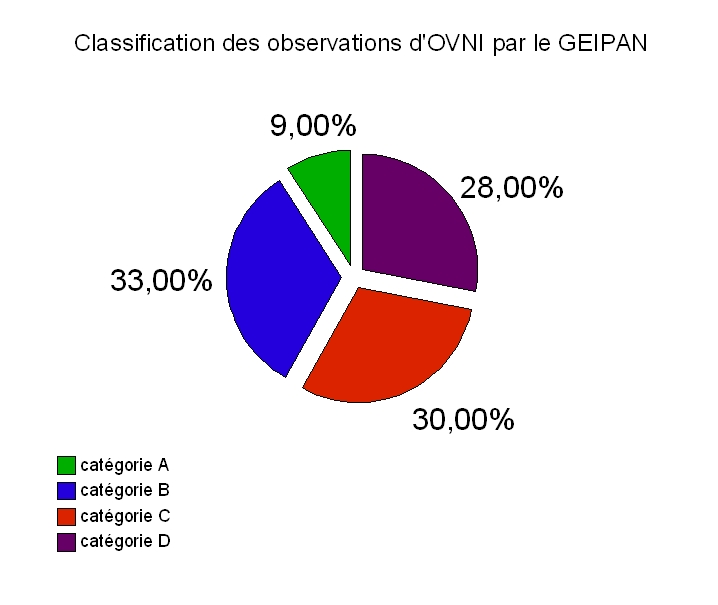
GEIPAN

GEIPAN (Tháng 9 năm 2005 đến nay), tiền thân là GEPAN (1977-1988) và SEPRA (1988-2004), là một đơn vị của Cơ quan Vũ trụ Pháp CNES chuyên giới thiệu sơ lược nhằm điều tra về hiện tượng hàng không không xác định (UAP) và đưa ra những phát hiện của nó đến với công chúng.
Hiến binh Pháp đã được hướng dẫn cách thu thập dữ liệu từ các báo cáo về việc nhìn thấy UFO đến cho SEPRA, do vậy ở vị trí để thu lượm một lượng lớn cơ sở dữ liệu về các sự kiện như vậy. Trong trường hợp các dấu vết vật lý xuất hiện, SEPRA có thể kêu gọi các nguồn lực kỹ thuật của CNES để thực hiện một cuộc điều tra khoa học kỹ lưỡng. Một ví dụ nổi tiếng của một cuộc điều tra như vậy là trong vụ Trans-en-Provence.
Vào tháng 3 năm 2007, GEIPAN bắt đầu cung cấp dữ liệu lưu trữ trực tuyến cho tất cả mọi người.
Những người hoài nghi của Pháp đã chỉ trích chất lượng công việc của GEPAN.